# Ludwig Börne
Carl Ludwig Börne (6. maj 1786 i Frankfurt a. M. - 12. februar 1837 i Paris) var en tysk forfatter.
Han var søn af en jødisk bankier og hed oprindelig Juda Löb Baruch. Faderen ønskede, han skulde studere medicin, og han fik sin første uddannelse hos den ansete læge Markus Herz i Berlin. Som et litterært minde om Börnes ophold i den preussiske hovedstad kan man betragte hans breve til Henriette Herz, Markus Herz’ hustru, for hvem han nærede en sværmerisk lidenskab (Briefe des jungen Börnes an Henriette Herz 1861, udgivet på ny af Ludwig Geiger). Da Herz pludselig døde i 1804, blev Börne sendt til Halle, hvor han fortsatte sin medicinske uddannelse under den fremragende læge Reils ledelse, men snart foretrak statsvidenskabelige studier. Han tog senere til Giessen og Heidelberg og vendte så i 1809 tilbage til Frankfurt, hvor han blev aktuar i politidirektionen, men afskedigedes som jøde 1813, da hertugdømmet Frankfurt ophørte at eksistere. Sine første artikler - omhandlende jødernes forhold i den frie rigsstad - skrev han i "Frankfurter Journal". Han lod sig 1818 døbe, da han mere og mere havde følt sig fremmed over for jødedommen og sine trosfæller. Han vandt nu ry som en skarp polemiker og skrev ypperligt formede, bidende vittige artikler i sine tidsskrifter "Die Zeitschwingen" og "Die Wage". Hans teateranmeldelser og litterære kritikker er senere blevne genoptrykte i hans samlede skrifter, de viser arten af hans sym- og antipatier - Goethe forstod han for eksempel aldrig. Men censuren gjorde ham arbejdet surt, og han modtog derfor som en befrielse Cottas tilbud om at blive hans journalistiske medarbejder i Paris, hvor han fra 1832 havde fast bopæl.
Julirevolutionen gjorde et stærkt indtryk på ham og blev bestemmende for hele hans senere virksomhed, under hvilken han mere og mere emanciperede sig fra sit fædreland. Han skrev nu sine berømte Briefe aus Paris, hvorved han blev en af hovedlederne for det unge Tysklands politiske og litterære bestræbelser. Egentlig var de rettede til Jeanette Wohl, som opofrende havde antaget sig den nu sygelige og pirrelige skribent, der også i sine artikler bliver heftigere og bitrere for hver dag, der går. Bekendtskabet med Heine førte hurtig til et brud, der ikke mere kunde heles, og som Heine med sin blodige spot kun uddybede mere (Heine: Über Börne, 1840). Nu kom yderligere konflikten med Wolfgang Menzel, der havde angivet Das junge Deutschland for Bundesrat i Frankfurt og derved medvirket til dettes forbud mod alle forfatterskolens tidligere og fremtidige skrifter. Han tugtede Menzel i den ubarmhjertige pamflet Menzel der Franzosenfresser. Han forsøgte at overføre "Die Wage" som fransk tidsskrift under titlen La Balance, men nåede kun at udsende tre hæfter. Hans helbred var nu undergravet, og en lungesygdom rev ham bort. Han blev begravet på Père Lachaise, hvor landsmænd 1843 rejste et mindesmærke på hans grav. Böhme står for eftertiden som den store kritiske journalist, der manede sin nation om dens politiske pligter og blev en af de vækkere, der midt i den hellige Alliances tider bebudede 1848.